# Walter F. Lineberger

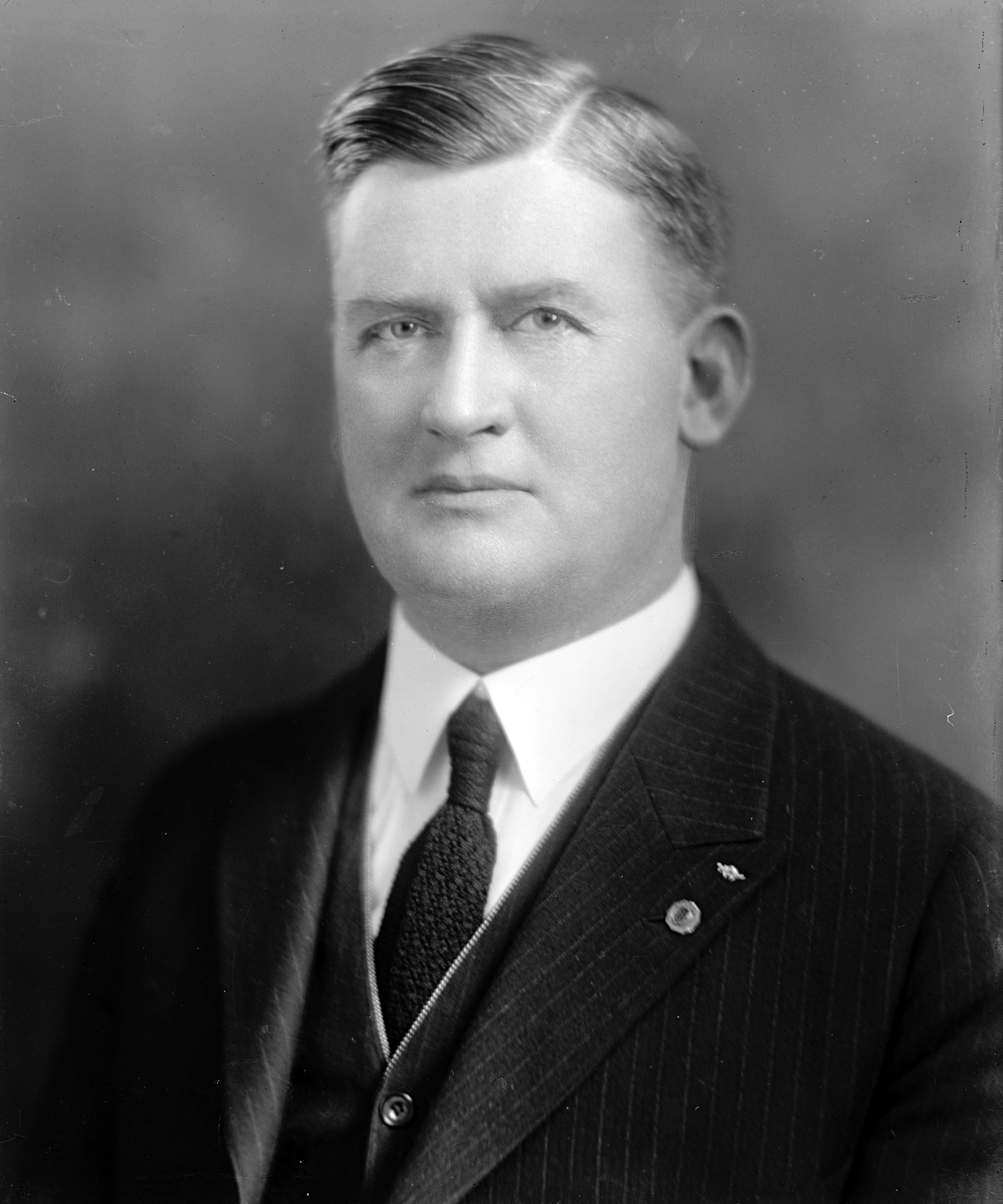
Walter F. Lineberger

Walter Franklin Lineberger (* 20. Juli 1883 bei Whiteville, Hardeman County, Tennessee; † 9. Oktober 1943 in Santa Barbara, Kalifornien) war ein US-amerikanischer Politiker. Zwischen 1921 und 1927 vertrat er den Bundesstaat Kalifornien im US-Repräsentantenhaus.

## Werdegang
Walter Lineberger besuchte die öffentlichen Schulen seiner Heimat und danach das Agricultural and Mechanical College of Texas sowie das Rensselaer Polytechnic Institute in Troy (New York). Später arbeitete er in Mexiko im Bergbau und in der Landwirtschaft. Seit 1911 lebte er im kalifornischen Long Beach, wo er sich als Farmer und Bankier betätigte Er wurde Präsident der Guarantee Bond & Mortage Co. Außerdem diente er in der US Army. Politisch schloss er sich der Republikanischen Partei an.
Bei den Kongresswahlen des Jahres 1920 wurde der republikanische Kandidat Charles F. Van de Water im neunten Wahlbezirk von Kalifornien in das US-Repräsentantenhaus in Washington, D.C. gewählt. Da dieser aber noch vor dem Beginn der Legislaturperiode bei einem Autounfall tödlich verletzt wurde, wurde eine Nachwahl notwendig, die Lineberger gewann. Nach zwei Wiederwahlen konnte er zwischen dem 11. April 1921 und dem 3. März 1927 im Kongress verbleiben. Im Jahr 1926 verzichtete er auf eine erneute Kandidatur. Stattdessen bewarb er sich erfolglos um die Nominierung seiner Partei für die Wahlen zum US-Senat. Danach zog er sich aus der Politik zurück. Er starb am 9. Oktober 1943 in Santa Barbara, wo er auch beigesetzt wurde.